# Porphyrinia purpurina
Porphyrinia purpurina là một loài bướm đêm trong họ Noctuidae.